# Walter Robyns
Frans Hubert Edouard Arthur Walter Robyns, beter bekend als Walter Robyns (Aalst, 25 mei 1901 - Ukkel, 27 december 1986) was een Belgisch botanicus. Hij speelde een belangrijke rol in Belgische en buitenlandse wetenschappelijke kringen op vlak van plantenkunde. Zo is hij deels verantwoordelijk voor de oprichting van de Koninklijke Vlaamse Academie van België, stichting van de International Association for Plant Taxonomy en de oprichting van de International Association of Botanical Gardens. Zijn onderzoek kwam vooral de flora van tropisch (centraal) Afrika ten goede; met voornamelijk onderzoek in Belgisch-Congo, Roeanda-Oeroendi.

## Levensloop
Robyns had zijn doctoraat behaald op de Katholieke Universiteit Leuven in het jaar 1923. Hij was een assistent van 1923 tot 1928, daarna werd hij curator tot 1931, en werd uiteindelijk directeur tot 1966. Hij was hoofd van de International Association for Plant Taxonomy van 1959 tot 1964. Hij reisde onder andere naar het Belgisch-Congo alwaar hij verscheidene planten beschreef.

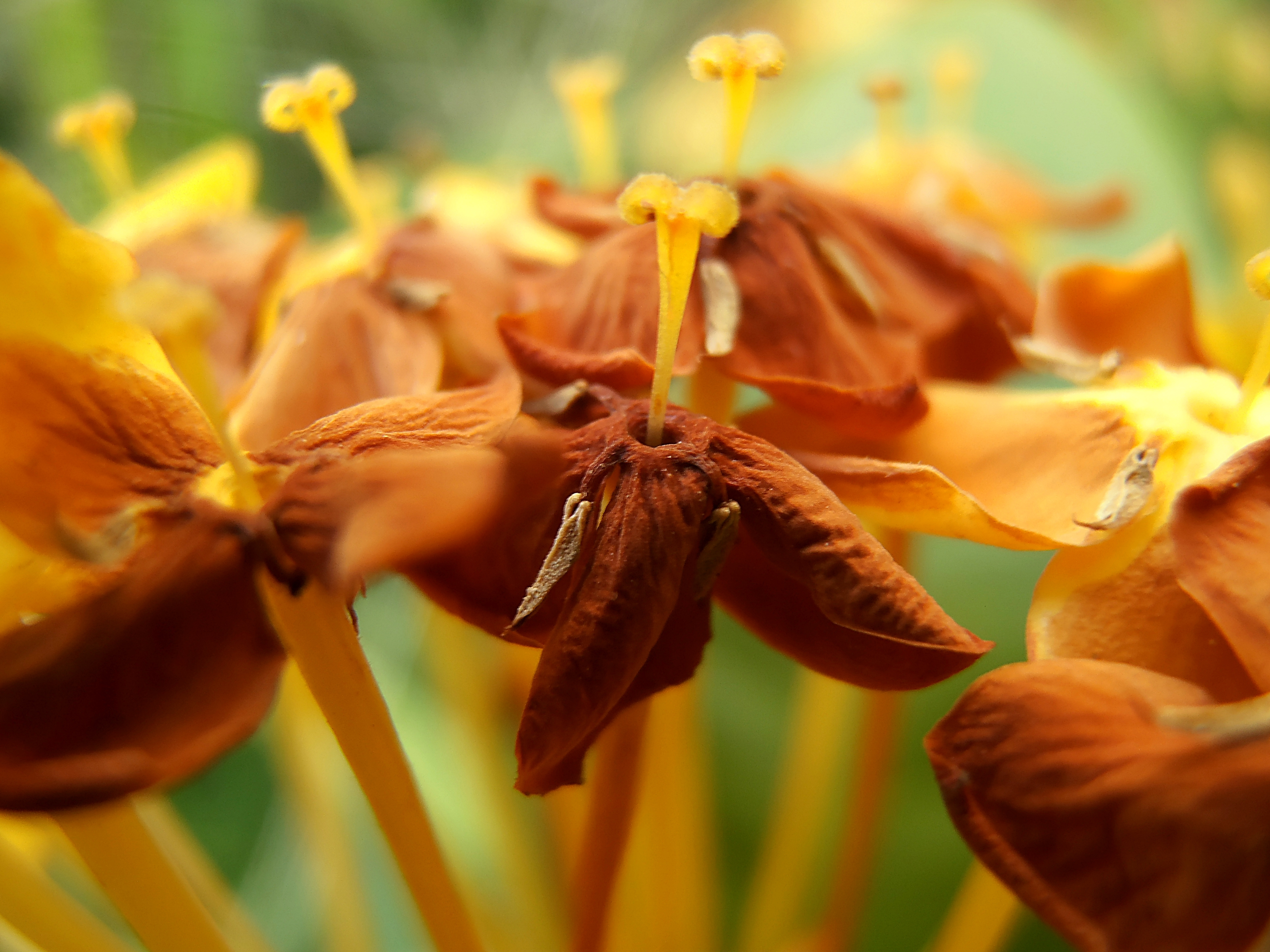
Een plant uit de Rubiaceae-familie, voorbeeld ter illustratie.

Van 1 november 1924 tot 15 april 1925 werkte hij bij de Kew Gardens te Londen. Aldaar redigeerde hij een monografie over het geslacht Vangueria Jussieu (Rubiaceae). Ze werd gepubliceerd in het jaar 1928 als de eerste van een reeks werken over de Rubiaceae die in de Rijksplantentuin zou worden voortgezet door zijn leerlingen. Op 16 april 1925 trad Robyns in functie bij de rijksplantentuin alwaar hij in 1931 directeur werd.

### Werk aan de plantentuin in Meise
De plantentuin van Brussel was te klein geworden voor de omvangrijke collecties. Hierdoor ging Robyns aan het werk om een nieuwe tuin te creëren op een plaats die zowel aan de bouwpromotoren alsook aan de schadelijke luchtvervuiling van Brussel kon ontsnappen. De koninklijke familie van België verkocht het domein van Bouchout in Meise aan de staat om er een nieuwe Rijksplantentuin aan te leggen. De werken startten in 1938 en werden stilgelegd tijdens de Tweede Wereldoorlog. Het plantenpaleis, een geheel van toonserres, werd ingehuldigd in het jaar 1958. Het gebouw waarin de bibliotheek en de herbaria opgesteld werden was grotendeels voltooid in 1962. Vanaf 1973 waren alle diensten verhuisd naar een van de best geïnstalleerde plantentuinen in de wereld; de plantentuin van Meise.
Zijn zoon was André Robyns, ook een botanicus.

## Publicaties
In totaal publiceerde Robyns (zelfs na zijn dood) eind 1995 waren reeds 1.420 kaarten gepubliceerd, verspreid over 42 afleveringen. De publicaties werden voornamelijk uitgegeven in het Frans en Engels:
- Flore générale du Congo belge et du Ruanda-Urundi

## Eponiemen gebaseerd op Robyns' naam
- Robynsia, door John Hutchinson. Hutchinson was bevriend met Robyns.

- Biblioteca Nacional de España: XX1339178
- Bibliothèque nationale de France: cb123918724 (data)
- Author citation (botany): Robyns
- Gemeinsame Normdatei: 1028576811
- International Standard Name Identifier: 0000 0003 6939 9630
- Library of Congress Control Number: n87144061
- Nationale Bibliotheek van Tsjechië: mub20201083466
- Nationale Bibliotheek van Israël: 987007384668505171
- Nederlandse Thesaurus van Auteursnamen: 072127708
- SNAC: w6fg9gs6
- Système universitaire de documentation: 033007918
- Museum of New Zealand Te Papa Tongarewa: 52816
- Virtual International Authority File: 242817383
- WorldCat: E39PBJktk63Cvy7p7wTw9RY3wC